# Vytautas Černiauskas
Vytautas Gediminas Černiauskas (Panevėžys, 12 marzo 1989) è un calciatore lituano, portiere del Panevėžys.

## Carriera

### Club
Ha giocato nella massima serie dei campionati lituano, rumeno e polacco.

### Nazionale
Ha giocato nella nazionale lituana Under-21.
Il 3 settembre 2014 ha esordito con la nazionale lituana nell'amichevole pareggiata per 1-1 contro gli Emirati Arabi Uniti.

## Palmarès

### Club

#### Competizioni nazionali
- Campionato lettone: 1

RFS Riga: 2021